# Old New Borrowed Blue
Old New Borrowed Blue è un album dei Fairport Convention pubblicato nel 1996.

## Tracce
1. Woodworm Swing – 3:10
2. Men – 3:48
3. Aunt Sally Shuffle – 1:25
4. There Once Was Love/Innstück – 4:47
5. Frozen Man – 4:22
6. Mr Sands is in the Building – 2:09
7. Lalla Rookh – 4:29
8. Foolish You – 3:36
9. Crazy Man Michael – 5:11
10. Widow of Westmoreland's Daughter – 4:08
11. Genesis Hall – 4:15
12. The Deserter – 5:45
13. The Swimming Song – 3:27
14. Struck it Right – 4:28
15. The Hiring Fair – 6:09
16. Matty Groves/Dirty Linen – 10:07